# هامسيراجي ماروسي سالي
هامسيراجي ماروسي سالي (بالإنجليزية: Hamsiraji Marusi Sali) (قتل في 2004) كان عضوًا فاعلًا في جماعة أبو سياف قبل موته. كان مطلوبًا في الفلبين بما لا يقل عن عشرين عملية اختطاف كان مسؤولًا عنها، كما كان مطلوبًا من قبل الولايات المتحدة الأمريكية لإدارته ثلاثة عمليات اختطاف وقتلين.
قتل سالي مع خمسة شركاء له في عملية تبادل لإطلاق النار مع الجيش الفلبيني وبالتحديد في عملية قامت بها قيادة العمليات الخاصة الفلبينية تحت قيادة العقيد نويل س. بوان على باسيلان في 8 أبريل 2004، قتل جندي وجرح ثلاثة آخرون في عملية تبادل إطلاق النار.
شارك ثلاثة مدنيين فلبينيين في تقديم معلومات سرية ساعدت في العثور على سالي وتحديد موقعه، بلغت المكافأة مليون دولار أمريكي وذلك في 25 أكتوبر 2004.